# Kruh (Einheit)
Kruh oder Tabb war ein nigerianisches Volumenmaß in Calabar (auch mit Akwa Akpa bezeichnet).
- 1 Kruh = 10 Gallonen Wein (Englische wine gallons) = 37,854 Liter